# HJM-Modell
Der Begriff HJM-Modell bezeichnet das Zinsstrukturmodell von Heath, Jarrow und Morton, ein arbitragefreies Zinsstrukturmodell, das im Kern die gesamte Terminstruktur des Momentanzinses modelliert und daraus die gesamte Zinsstruktur ableitet. Es wurde in der zeitdiskreten Form im Jahr 1990 vorgestellt. 1992 erschien nach etwa zwei Jahren die kontinuierliche Version des Modells. Die Mehrheit der Zinsstrukturmodelle können als Spezialfälle des HJM-Modells interpretiert werden.
Als ein Einfaktormodell berücksichtigt es ausschließlich die Volatilität der Terminzinsänderungen als Risikofaktor. Das Modell lässt sich aber um eine beliebige Anzahl von Risikofaktoren erweitern. Durch das Hinzuziehen eines weiteren Risikofaktors kann nicht nur eine Verschiebung der Zinsstrukturkurve, sondern auch deren Drehung beschrieben werden. Aus Komplexitätsgründen wird oft ein diskretes Einfaktor-HJM-Modell zur Bewertung von europäischen Swaptions verwendet. Somit ergibt sich ein binomiales Bewertungsmodell, da die Auf- und Abwärtsbewegungen nur von einem Risikofaktor abhängen.

## Vergleich mit dem Black-76-Modell
Der große Vorteil des klassischen Black-76-Modells besteht in seiner Einfachheit bei der Berechnung und Implementierung. Der größte Kritikpunkt dieses Modells ist die Annahme, dass Zinsänderungen lognormalverteilt sind. Diese Annahme ist aufgrund von Mean-Reversion-Eigenschaften der Zinssätze sehr realitätsfern. Außerdem ist die Summe von lognormalverteilten Zufallsvariablen nicht zwangsläufig lognormalverteilt, was im Black-76-Modell unterstellt wird. Des Weiteren werden die Volatilitäten der Terminzinssätze als konstant angenommen.
Infolgedessen führt die Anwendung dieses Modells mit einer großen Wahrscheinlichkeit zu erheblichen Fehlbewertungen. Das HJM-Modell hat diese Schwächen nicht. Es geht nicht von der Lognormalverteilung aus und berücksichtigt die Mean-Reversion-Eigenschaft. Außerdem beachtet dieses Modell, dass die einzelnen Zinssätze voneinander abhängig sind. Das HJM-Modell beachtet diese Dynamik der Zinssätze, so dass die Veränderung eines Zinssatzes auch eine Veränderung der gesamten Zinsstruktur bewirkt.
Jedoch hat das HJM-Modell auch einige Nachteile. Zum einen muss eine anfängliche Zinsstruktur der Terminzinsen f (0,t,t+1) gegeben sein. In der Praxis sind aber diese nicht direkt zu beobachten. Daher besteht das Problem der Datenverfügbarkeit. Zum anderen ist das Modell nur schwer implementierbar, da es sehr komplexe Strukturen aufweist. So entstehen bei der Modellierung der Zinsprozesse nicht-geschlossene Binomialbäume, die zu einer großen Anzahl von Knoten führen: Im HJM-Modell müssen im Zeitpunkt t insgesamt 2*t Knoten erfasst werden. Beispielsweise führt die Bewertung einer Swaption mit einer Gesamtlaufzeit von 21 Jahren bei der Modellierung des Terminzins-Prozesses f (20,20,21) zu 2^21 = 2.097.152 Knoten, was schon beachtlichen Rechenaufwand erzeugt.